# Archäologisches Institut Prag
Das Archäologische Institut Prag (tschechisch: Archeologický ústav Akademie věd České republiky, Praha, v. v. i., kurz ARÚ; deutsch: Archäologisches Institut der Akademie der Wissenschaften der Tschechischen Republik, Prag) ist eine öffentliche Forschungseinrichtung in Tschechien. Es hat seinen Sitz in Prag. Die Tätigkeit des Instituts konzentriert sich auf Gebiete der Archäologie. Es ist zugleich die wichtigste fachliche Behörde im Bereich der archäologischen Denkmalpflege in Tschechien. Seit 1992 operiert das Institut im Rahmen der Akademie der Wissenschaften der Tschechischen Republik (AV ČR) und ist zusammen mit dem Archäologischen Institut Brünn (ARÚB) Teil der Sektion Human- und Sozialwissenschaften der Akademie.
Das Institut wurde 1919 als Staatliches Archäologisches Institut (Státní archeologický ústav) gegründet und unterstand damals dem Ministerium für Nationale Bildung und Ausbildung. 1953 wurde das Institut Teil der Tschechoslowakischen Akademie der Wissenschaften (ČSAV) und wurde 1992 Teil der Akademie der Wissenschaften der Tschechischen Republik.
Das Moldauhochwasser von 2002 zerstörte den Großteil der Bibliothek. Geschätzte 70.000 Bücher sowie Archivalien waren verloren. Heute arbeiten circa 100 Wissenschaftler, davon 50 Archäologen, in den fünf wissenschaftlichen Abteilungen des Instituts unter der Leitung des Direktors Luboš Jiráň.

## Wissenschaftliche Publikationen
- Archeologické rozhledy
- Památky archeologické